# Hammyra
Hammyra är en bebyggelse i byn Herte väster om Nedra Herten strax söder om Bollnäs. Från 2015 avgränsade SCB här en småort, vilken 2020 avregistrerades då folkmängden understeg 50.